# مارك روذرفورد
مارك روذرفورد (بالإنجليزية: Mark Rutherford)‏ (25 مارس 1972 ببرمنغهام في المملكة المتحدة - ) هو لاعب كرة قدم بريطاني في مركز الوسط. شارك مع منتخب إنجلترا تحت 18 سنة لكرة القدم. أما مع النوادي، فقد لعب مع باتريك أتلتيك وبرمنغهام سيتي وشروزبري تاون ونادي بوهيميان ونادي شامروك روفرز ونادي شيلبورن ولونغفورد تاون ‏ وNewry City F.C. ‏ وIrish League representative team ‏.

## وصلات خارجية
- مارك روذرفورد على موقع قاعدة بيانات كرة القدم.إي يو (الإنجليزية)